# Batalha do Crêmera
A Batalha do Crêmera foi travada entre as forças da República Romana e os etruscos da cidade de Veios em 477 a.C.. Os registros históricos revelam uma derrota romana em sua fortaleza perto do rio Cremera que resultaram em diversas incursões dos veios no território romano. O relato preservado por Lívio é uma elaboração fictícia sobre os eventos reais e celebra o sacrifício da gente Fábia. É provável que Lívio tenha criado esta história para explicar a ausências dos Fábios nas liastas consulares nos anos seguintes. Seu relato foi fortemente influenciado pelo sacrifício dos espartanos na Batalha de Termópilas.

## Contexto
Depois de uma coexistência pacífica entre Roma e Veios, uma guerra total irrompeu entre as duas cidades e resultou numa primeira batalha, em 480 a.C., na qual o exército romano chegou próximo da derrota e só foi salvo pela intervenção do cônsul Marco Fábio Vibulano. Depois da batalha, os veios continuaram a atacar o território romano, mas negavam o combate ao seu exército.
Ocupados com uma guerra contra os équos e volscos, os romanos estavam lutando uma batalha em dois frontes. Assim, em 479 a.C., os Fábios se ofereceram para lidar com Veios por conta própria, dispensando as legiões romanas para lutar contra os demais inimigos. Lívio afirma que todos os 306 Fábios adultos (ou seja, com mais de 15 anos de idade) foram enviados para a guerra, assim como todos os seus clientes.
Os Fábios construíram então uma fortaleza em Cremera, perto de Veios, que era utilizada para conter os raides inimigos. Os veios rapidamente contra-atacaram numa batalha perto da fortaleza romana, mas foram derrotados pelos Fábios (reforçados por um exército romano liderado por Lúcio Emílio Mamerco) e obrigados a pedir uma trégua. Depois que ela foi quebrada, os veios retomaram os raides, mas foram repetidas vezes derrotados pelos Fábios que, encorajados por seu sucesso, resolveram invadir e pilhar o território de Veios.

## Batalha
Finalmente, porém, os Fábios caíram na armadilha projetada por Veios. Considerando que os inimigos estavam longe da fortaleza, os romanos a deixaram para capturar uma manada de bois, espalhando-se na tentativa de capturar os animais. Neste momento, uma força muito maior de veios cercou os Fábios. Adotando a formação em cunha, os romanos conseguiram romper a linha inimiga e chegaram até uma colina, a partir de onde conseguiram repelir os demais ataques etruscos até que um destacamento de Veios pareceu em sua retaguarda.
Todos os homens da gente Fábia foram massacrados, com exceção de Quinto Fábio Vibulano, que era jovem demais para participar.